# Schloss Reutti

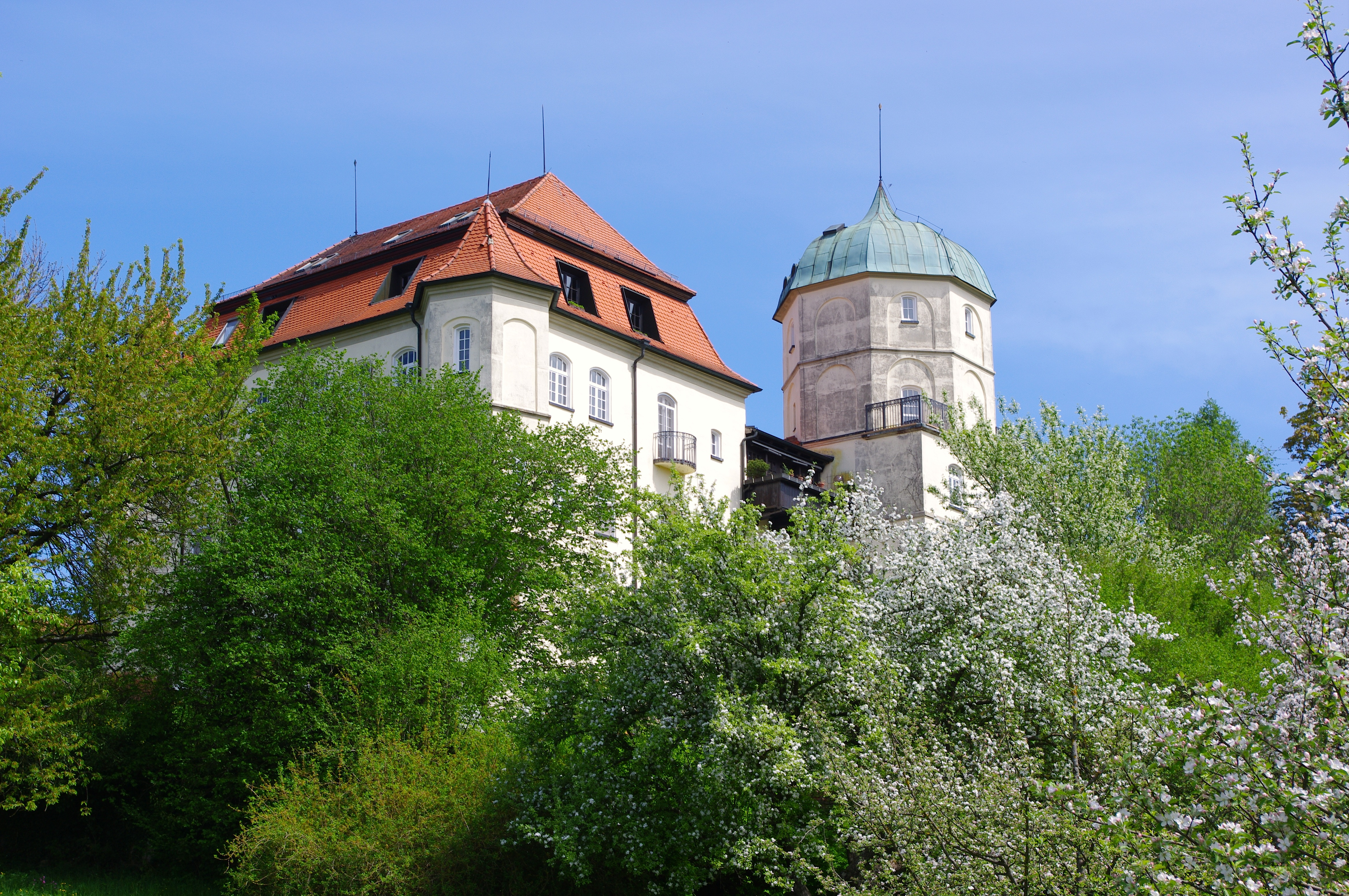
Schloss Reutti

Schloss Reutti ist ein Schloss östlich über dem Ort Reutti auf dem Schlossberg in der Großen Kreisstadt Neu-Ulm im bayerisch-schwäbischen Landkreis Neu-Ulm.

## Geschichte
Die Grafen von Kirchberg gelten als Erbauer einer Burg, die Ulmer Patriziern wie den Halle und den Karg ab dem 13. Jahrhundert als Lehen gegeben wurde. Das heutige Schloss wurde 1550 bis 1554 durch die Ulmer Patrizierfamilie von Roth auf älterer Grundlage errichtet. 1683 wird eine katholische Schlosskapelle eingebaut, die bis 1800 bestand. 1805 ist das Schloss Quartier des französischen Kaisers Napoleon Bonaparte. 1889 erfolgte die Zerschlagung des Schlossgutes und Versteigerung des Inventars.  Die heutige Nutzung erfolgt als Eigentumswohnungen.
Das Schloss war ursprünglich auf allen Seiten von Gräben umgeben. Die viereckige Anlage, ein ehemaliger Patrizier-Landsitz, besteht aus einem dreigeschossigen Hauptbau auf winkelförmigem Grundriss mit Mansarddach, polygonalen Ecktürmen im Westen und weit vorspringendem Hauptturm im Südosten. Das Rundbogentor mit zinnenartigem Aufsatz stammt aus dem 19. Jahrhundert. Der zugehörige Hof (Auf dem Berg 1) ist durch Mauern und ein Tor abgeschlossen.
Das Gebäude steht unter der Aktennummer D-7-75-135-91 unter Denkmalschutz.